# 加重 (法律)
加重（英語：aggravation）指罪行或侵權行為本身以外的任何令犯罪者罪加一等及增加不法行為嚴重性或損害性的情況。
例如，嚴重襲擊為襲擊之加重，關乎犯罪者的意圖（例如謀殺或強姦）、受害者受傷的程度，以及致命武器的使用。
加重罪行及加重刑罰的情況是一種伴隨情況，與減輕罪行及減輕刑罰的情況相對。